# Aleksander III (papież)
Aleksander III (łac. Alexander III, właśc. Rolando Bandinelli; ur. ok. 1100 w Sienie, zm. 30 sierpnia 1181 w Civita Castellana) – papież od 7 września 1159 do 30 sierpnia 1181.

## Życiorys

### Wczesne życie
Roland urodził się na początku XII wieku w Sienie. Współczesny jemu biograf Boso nie podał żadnych informacji o jego rodzinie oprócz tego, że ojciec miał na imię Ranucci. Kroniki sieneńskie począwszy od XIV wieku identyfikują go jako przedstawiciela rodu Bandinelli, co jest na ogół akceptowane przez historyków, choć nie brak głosów sceptycznych. Studiował prawo na uniwersytecie w Bolonii. W latach ok. 1140–47 był kanonikiem w Pizie, a następnie prawdopodobnie profesorem uniwersytetu bolońskiego. Przez długi czas utożsamiano go z autorem słynnego dzieła prawniczego Summa magistri Rolandi, co jednak okazało się błędne.
We wrześniu 1150 papież Eugeniusz III mianował go kardynałem-diakonem Santi Cosma e Damiano, a w marcu 1151 kardynałem-prezbiterem San Marco. 4 maja 1153 został kanclerzem Świętego Kościoła Rzymskiego. Jako bliski współpracownik papieża Hadriana IV stał na czele kardynałów opowiadających się za sojuszem z królem Sycylii, a sprzeciwiających się cesarzowi Fryderykowi I. W 1156 był jednym z negocjatorów sojuszu papiestwa z królem Sycylii. Rok później z kolei był legatem papieskim na sejmie Rzeszy w Besançon, na którym doszło do spięcia pomiędzy nim a cesarskim kanclerzem Rainaldem z Dassel.

### Pontyfikat
W czasie elekcji po śmierci Hadriana IV doszło do rozłamu wśród kardynałów. Większość obrała Rolanda, który przyjął imię Aleksander III, jednak procesarska mniejszość nie uznała go i obrała kardynała Ottaviano de Monticelli, który przybrał imię Wiktor IV. Aleksander III, choć miał poparcie większości kardynałów, musiał uciekać z Rzymu, gdzie przewagę uzyskał wywodzący się z rzymskiej arystokracji antypapież. 20 września 1159 Aleksander przyjął sakrę biskupią w niewielkiej miejscowości Ninfa koło Velletri.
Cesarz Fryderyk Barbarossa zwołał synod do Pawii, wzywając obu elektów do poddania się jego arbitrażowi. Aleksander III odmówił jednak przybycia, wysyłając na synod jedynie swych obserwatorów. Synod, w którym wzięli udział głównie biskupi z Niemiec i północnych Włoch, uznał Wiktora IV i ekskomunikował Aleksandra III. W odpowiedzi papież w dniu 24 marca 1160 wyklął cesarza.
Choć wygnany z Rzymu, Aleksander III został uznany za prawowitego papieża przez większość krajów europejskich: król. Sycylii, Anglię, Francję, Hiszpanię, Węgry i król. Jerozolimy. Wiktora IV poparły w zasadzie jedynie Cesarstwo i Polska. W Danii król Waldemar uznał antypapieża, ale duchowieństwo z prymasem Absalonem na czele poparło Aleksandra.
W latach 1162–1165 papież rezydował we Francji, gdzie przewodniczył synodowi w Tours (1163), na którym potępiono herezję katarską i ponownie wyklęto cesarskich doradców jako odpowiedzialnych za schizmę. W latach 1163–65 siedzibą kurii było Sens. Śmierć antypapieża Wiktora IV w 1164 oraz antycesarskie powstanie w Lombardii stworzyły nadzieję na zakończenie schizmy, jednak kanclerz cesarski Rainald z Dassel doprowadził do wyboru kolejnego antypapieża – Paschalisa III (1164–1168). Cesarz Fryderyk I początkowo wahał się, jednak ostatecznie udzielił poparcia Paschalisowi i wymusił to samo na swoich biskupach. Mimo to w kościele niemieckim i lombardzkim nie brakowało przeciwników kontynuowania schizmy. Kłopoty cesarza z wewnętrzną opozycją oraz starania kardynała Giovanniego z Sutri umożliwiły Aleksandrowi III powrót do Rzymu w listopadzie 1165. W 1167 Fryderyk I odzyskał jednak inicjatywę, najechał Italię, częściowo pacyfikując Lombardię i opanowując Rzym. Aleksander III musiał ponownie uciekać z miasta i na blisko trzy lata osiadł w Benewencie. W tym też czasie nawiązał przyjazne stosunki z cesarzem Manuelem I Komnenem z Konstantynopola.
We wrześniu 1168 zmarł antypapież Paschalis III, a jego następcą został antypapież Kalikst III (1168–1178), którego autorytet poza Cesarstwem był jednak bardzo niski. Od 1167 w północnej Italii trwały walki cesarza Fryderyka I z popieraną przez Aleksandra III Ligą Lombardzką, która w 1176 odniosła decydujące zwycięstwo nad cesarzem pod Legnano. W rezultacie 1 sierpnia 1177 Fryderyk I i Aleksander III podpisali korzystny dla papiestwa pokój; cesarz wycofywał swe poparcie dla antypapieża, zrezygnował z regaliów w Państwie Kościelnym i zgodził się na zawieszenie broni z Ligą Lombardzką; w zamian papież cofnął jedynie ekskomunikę na cesarza i jego doradców oraz uznał jego syna Henryka za króla rzymskiego. Ponadto papież mógł powrócić do Rzymu. Antypapież Kalikst III zrezygnował z roszczeń do tiary i został gubernatorem w Benewencie.
Ważnym wydarzeniem pontyfikatu Aleksandra III był spór między arcybiskupem Canterbury Tomaszem Becketem a królem Anglii Henrykiem II. Konflikt dotyczył tzw. konstytucji klarendońskich z 1164, które poważnie ograniczały autonomię kościoła angielskiego, zwłaszcza poprzez ograniczenie sądownictwa kościelnego. Zarówno król jak i arcybiskup mieli w kurii swoich stronników, jednak papież opowiedział się ostatecznie po stronie Tomasza Becketa. Kiedy arcybiskup został zamordowany 29 grudnia 1170, papież ogłosił go męczennikiem i kanonizował, a winą za jego śmierć obarczono króla. Konflikt został jednak szybko zażegnany – Henryk II poddał się publicznej pokucie, ale artykuły klarendońskie w nieco złagodzonej formie zachowały moc obowiązującą.
W 1179 papież po uzyskaniu rocznego trybutu uznał Alfonsa I za króla Portugalii, którym ten de facto był już od 40 lat. W 1181 zatwierdził też uchwały polskiego synodu w Łęczycy. Mianował ok. 35 nowych kardynałów.
W 1179 Aleksander III zwołał Sobór laterański III, na którym ustalono m.in. dekret Licet de evitanda discordia – o wyborze papieża decyduje zgoda minimum dwóch trzecich członków Kolegium Kardynalskiego. W elekcji mieli odtąd brać udział wszyscy kardynałowie, bez rozróżnienia na kardynałów biskupów, prezbiterów i diakonów. Dokument nie wspomina o ingerencji duchowieństwa i ludu rzymskiego, tak iż odpowiedzialność za wybór została całkowicie i wyłącznie przypisana kardynałom. Papież ten wydał również dekret nakazujący uwierzytelnianie czynności prawnych dotyczących Kościoła za pomocą dokumentów. Ponadto potępiono szerzące się wówczas w Europie herezje (waldensi, albigensi, katarzy), jak również szereg nadużyć duchowieństwa (nikolaizm, symonię).
Pod koniec życia Aleksander III po raz kolejny musiał opuścić Rzym, wygnany przez komunę miejską. We wrześniu 1179 zbuntowani baronowie obrali Lando Sittino, byłego kardynała w kurii Wiktora IV, na antypapieża Innocentego III. Antypapieża ujęto i pozbawiono urzędu już w styczniu 1180, a papieżowi przyszedł na pomoc sam cesarz Fryderyk I, który opanował całe Państwo Kościelne.
Aleksander III zmarł w Civita Castellana 30 sierpnia 1181, w podeszłym wieku.